# حبوة مساح (المضاربة والعارة)

تعديل مصدري - تعديل

حبوة مساح هي إحدى قرى عزلة المضاربة بمديرية المضاربة والعارة التابعة لمحافظة لحج، بلغ تعداد سكانها 87 نسمة حسب تعداد اليمن لعام 2004.